# Andy Kirk
Andy Kirk (Newport, 1898. május 28. – New York, 1992. december 11.), amerikai szaxofonos, tubás.

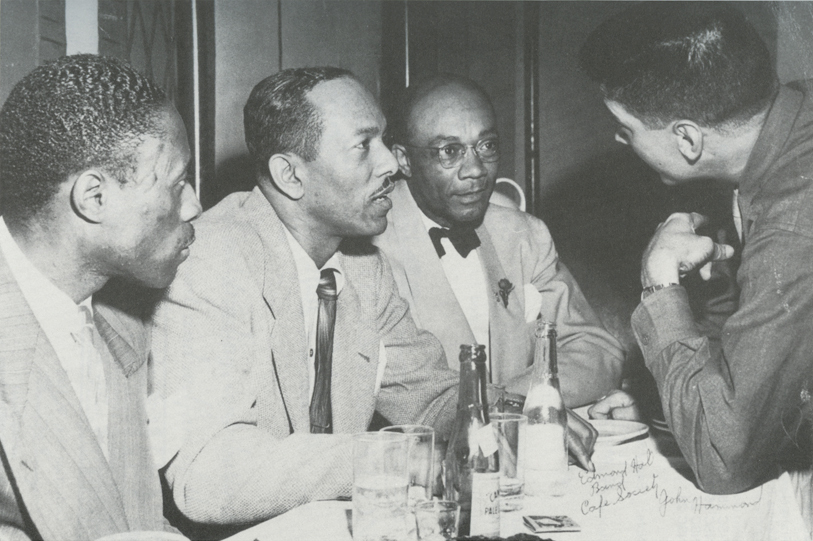
Joe Williams, Andy Kirk, Edmond Hall, John Hammond

## Pályafutása
Andy Kirk soha nem vált hangszeres szólistává, de sikeres big band-karmester volt az 1930-as, -40-es években.
1918-ban kezdett basszusszaxofon és tubán játszani Denverben George Morrison együttesében. 1925-ben Dallasba költözött, ahol 1929-ben átvette az Andy Kirk's Twelve Clouds of Joy névre átkeresztelt zenekart, egyúttal Kansas Citybe költözött. 1929 és 1930 között néhány kiváló előadást rögzítettek olyan zenészekkel, mint Mary Lou Williams (zongoraművész/hangszerelő), Claude Williams (hegedűművész) és Edgar "Puddinghead" Battle (trombitás).
A Kirk's Orchestra 1931 és 1935 ugyan lemaradt a díjakról, de 1936-ban (New Yorkba költözésük évében) azonnal popslágert lett az „Until the Real Thing Comes Along” című szám, amelyet Pha Terrell énekelt.
A következő években a zenekarnak olyan kiváló szólistái voltak, mint Dick Wilson (tenorszaxofon), továbbá Floyd Smith, Don Byas, Harold "Shorty" Baker, Howard McGhee, Jimmy Forrest, Fats Navarro. Mary Lou Williams pedig szólistaként és hangszerelőként is a legfontosabb zenészük volt.
1948-ban Andy Kirk feloszlatta a zenekart. A továbbiakban egy szállodát vezetett, és a Zenészszövetség egyik tisztviselőjeként működött.

## Lemezválogatás
- Corky Stomp (1929)
- Sweet and Hot (1930)
- Dallas Blues (1930)
- Walkin' and Swingin' (1936)
- Froggy Bottom (1936)
- Wednesday night hop (1937)
- Mess-a-Stomp (1938)
- Little Joe from Chicago (1938)
- Floyd's Guitar Blues (1939)
- Scratchin' the gravel (1940)
- The Count (1940)
- 47th Street Jive (1941)
- Mc Ghee Special (1942)
- Take it and Git (1942)